# 湖南高等法院
湖南高等法院，是中華民國大陸時期的二級法院之一，屬於普通法院，行政組織上直屬司法行政部之監督；審級上以最高法院為上級審法院。高等法院駐地在長沙市。

## 歷史沿革
中華民國建國之初，在湖南省省會設立湖南省司法司，綜攬湖南省司法行政事宜。民國2年（1913年）改湖南省司法司為湖南省司法籌備處。民國3年（1914年），裁撤湖南省司法籌備處，設立湖南高等審檢廳辦理。民國9年（1920年），重設湖南省司法司，湖南省地方各縣開始設立初級審檢廳，各繁華區域設地方審檢廳。民國15年（1926年），蔣中正率領北伐軍攻克湖南，湖南省政府即遵國民政府之令，將各縣初級審檢廳全數裁撤，只保留長沙、常德、邵陽、衡陽等地方審檢廳。民國16年（1927年），湖南省依新制改組，成立湖南省司法廳，改湖南高等審判廳為控訴法院，辰州、桂陽地方審檢廳分別改為控訴法院第一、二分庭， 其餘各地方審檢廳一律改為縣法院，改四級三審制為二級二審制。民國17年（1928年）8月9日，根據行政院司法部核準施行的《湖南高等法院暫行組織大綱》，裁撤湖南省司法廳，改湖南控訴法院為湖南高等法院，各分庭改為分院，各縣法院改為地方法院。民國24年（1935年）7月1日，在常德、邵陽增設第三、第四分院。民國26年（1937年）7月16日，在衡陽增設第五分院。民國33年（1944年）擬定在芷江增設第六分院，因省政府財政困難而未能設立。
民國37年（1948年）奉國民政府司法行政部之令，湖南省第一至第五分院改以所在縣市命名，依序分別改稱沅陵分院，桂陽分院，常德分院，邵陽分院，衡陽分院。下轄沅陵、桂陽、常德、邵陽、衡陽、長沙、湘潭、零陵、衡山、安化10個地方法院及瀏陽等66個縣司法處。